# 曾承芳
曾承芳（1519年—？），字英遇，號龍山，福建泉州府惠安縣人，軍籍，明朝政治人物。

## 生平
嘉靖二十二年（1543年）癸卯科福建鄉試第七名，嘉靖二十六年（1547年）丁未科三甲177名進士。工部觀政，二十九年任浙江鄞县知县，三十三年五月选授河南道試御史。复除江西道御史。

## 家族
曾祖曾榮光；祖父曾犢；父曾安。母許氏。具庆下。弟春芳、腆芳、瑞芳、祥芳。子良翰、良弼、良謨。